# コレジャナイロボ
コレジャナイロボは、有限会社ザリガニワークスの太郎商店レーベルが開発し、2001年11月10日に発売した木製のロボット型玩具。発売価格は税込み2940円。

## 概要
子供にロボットの玩具をねだられた親が、間違えてちっとも格好良くない別のロボットの玩具を買って来てしまった。―というシチュエーションを思い起こさせるような姿のロボット玩具。ネーミングは前述の状況で子供の発する「（僕が欲しかったのは）これじゃない!」の声から。
白を基調とした『コレジャナイロボ』の他、青い『コレジャナイロボ（青）』、黄色い『コレジャナイロボ（黄）』、そして黒っぽく顔がモノアイ（単眼）の『コレジャナイロボ（敵）』といったバリエーションがある。
コレジャナイロボは「どこかで見たような姿をした」をコンセプトに、どれも冗談みたいな造形だが、時間をかけた手作りであり表情も一体一体微妙に異なる。バランスのとれた格好悪さが人気を博し、木製のものだけではなく、ソフトビニール（ソフビ）製の発売、キーホルダーやUSBフラッシュメモリなどの商品展開もしている。
2001年、太郎商店から発売開始。2004年に有限会社ザリガニワークスが設立され、同年11月からライブドアデパートでの通販を開始したところブロガーの間で話題となった。2005年12月にはメディコム・トイからソフビ製フィギアを発売するとともに、Yahoo!JAPANの無料ウェブマガジン「月刊チャージャー」において『コレジャナイロボ THE STORY』の連載を開始。2006年5月にはアサヒ飲料の「ドデカミン」キャンペーンキャラクターに選ばれ、同年7月には水木一郎が歌を担当したテーマソングも発売された（後述）。
2008年10月、グッドデザイン賞を受賞（受賞番号08C16019）。同年12月にはコロムビアミュージックエンタテインメント（現・日本コロムビア）からアニメ楽曲を集めた3枚組アルバム『ザリガニミュージックアワード』が発売されたが、3枚目はコレジャナイロボ関連の楽曲を集めた「コレジャナイディスク」となっている。
2010年2月にポール・スミススペースギャラリーで行なわれた「はたらくザリガニワークス展」や
2011年5月の「帰ってきたザリガニワークス展 コレジャナイロボ幻の建設計画」では等身大のコレジャナイロボ頭部が展示された。

## 限定版
オールナイトニッポン40周年を記念した「コレジャナイロボ・DJ」をはじめ、2009年3月には、タワーレコード限定の「コレジャナイロボ・タワレコ」「コレジャナイロボ・タワレコ（敵）」や、渋谷Loft限定の「コレジャナイロボ・Loft」・四谷C2a限定の「コレジャナイロボ・C2a」など、3か所・計4体が発売される。
2011年5月には、東日本大震災の寄付を目的とした、「コレジャナイロボ・チャリティー」が発売された。このモデルはボディー全体がオフホワイトに塗装され、やや微笑みを浮かべた表情が特徴である。

## テーマソング
『IT IS NOT THIS!コレジャナイロボ！』（2006年）
歌：水木一郎、作詞作曲：ザリガニワークス、編曲：MARS

## タイアップ
- C21
- 勇者30 - 収録ゲームのひとつ「王女30」とタイアップ。
- ペンタックス - デジタル一眼レフカメラ「K-x」とタイアップし「K-x コレジャナイロボモデル」を限定100セット販売[9]。
- タワーレコード - 「コレジャナイロボ・タワレコ」が発売された[10]。
- ティンカーベル - コラボレーションしたキッズウエア「コレジャナイロボ・キッズ」が発売された[11]。
- ナノブロック - 東急ハンズ×ザリガニワークス×nanoblockとのトリプルコラボ製品が発売。
- 鉄腕アトム - グッズにてタイアップ[12]
- モンチッチ - コラボレーションした衣装をまとった「コレジャナイロボ×モンチッチ」が発売された[13]。
- ジャスティス・リーグ - 「ジャスティス・リーグ×コレジャナイ」が発売された。
- ドラゴンリーグX - 、1周年イベントラッシュの一環として「コレジャナイ神殿」としてコラボ。

## アニメ化
- 魔法少女大戦 - テレビアニメ・エピソード2で初のアニメ出演。
- ロボットガールズZ - BD/DVD第1巻の特典作品に出演[14]。いまいち萌えない娘が搭乗する巨大ロボットとして登場。